# Алтавила Милича
Алтавѝла Мѝлича (на италиански: Altavilla Milicia; на сицилиански: a Mìlicia, а Милича) е градче и община в Южна Италия, провинция Палермо, автономен регион и остров Сицилия. Разположено е 73 m надморска височина. Населението на общината е 7628 души (към 2013 г.).